# アドリア航空

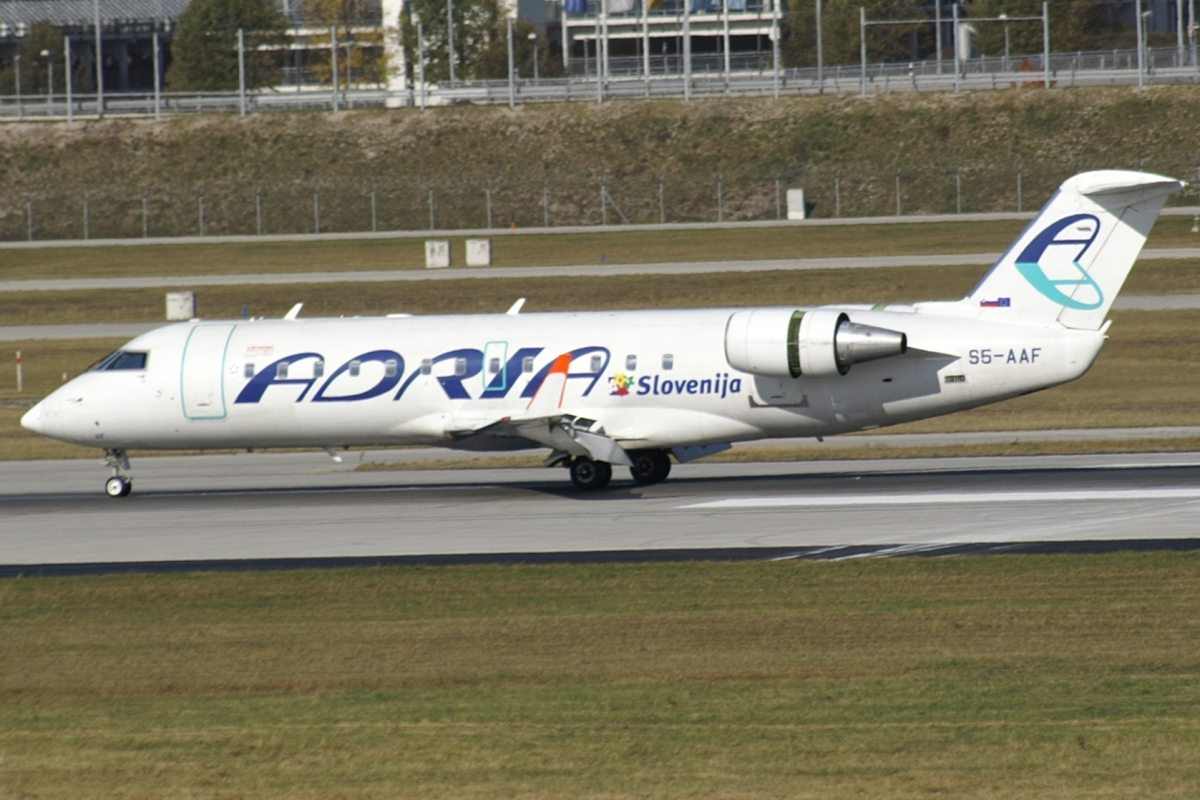
アドリア航空のボンバルディアCRJ-200 LR

アドリア航空（アドリアこうくう、英語: Adria Airways）は、スロベニア国営の航空会社。2019年、経営破綻により運航を停止し、倒産した。

## 概要
主にヨーロッパを中心に運航していた。スロベニアのリュブリャナに本部があり、スターアライアンスに加盟していたが、破産に伴い脱退した。航空券の座席予約システム（CRS）は、アマデウスITグループが運営するアマデウスを利用していた。

## 歴史
アドリア航空は1961年にAdria Avioprometとして設立され、当初KLMから購入したDC-6Bを2機を使用し初フライトを実施。その後チャーター便のみを運航していた。欧州各地や北米からの旅行客をアドリア海沿岸へ運ぶ航路を主要業務としていた。1964年に本拠地をザグレブから開港したリュブリャナ空港に移転。その後、財政危機に陥り、1968年に倒産。アドリア航空は当時のスロベニア商工会議所会頭の努力により運営を継続した。1968年末にはセルビア・ベオグラードのInterExportと合併し、Inex-Adria Avioprometと改名。1970年代にはユーゴスラビア国内線にも参入。
その後、マクドネル・ダグラスMD‐80で定期便の運航を開始した。1984年末にはリュブリャナ - ベオグラード - キプロス・ラルナカ航路に就航し、国際線の運航を開始。1986年にはInexグループから独立しAdria Avioprometに再改名。国際航空運送協会（IATA）にも加盟した。
1990年にユーゴスラビアからスロベニアの独立が住民投票で可決されたが、1991年独立宣言後の十日間戦争でユーゴスラビア連邦軍空軍がアドリア航空のハンガーを爆撃、旅客機4機に損害を与えた。その後、アドリア航空はスロベニアの「フラッグ・キャリア」となり、チャーター便より定期航路の運営を中心とする経営合理化策を開始。1996年2月からスロベニア政府100%所有の国有企業となった。また同年、ルフトハンザ航空との提携も開始。1997年からはCRJ200LRを追加し小型機での運営を増加した。
1990年代後半にはリュブリャナ空港をハブとしてサラエボ、スコピエ、オフリド、ティラナ、プリシュティナなどバルカン半島各地を西欧と結ぶ路線に就航。
2004年11月18日に地域会員としてスターアライアンスに加盟し、2009年9月頃からは通常の会員へ昇格した。2000年代後半より継続した赤字経営により累積赤字が大きな負担となっていたが、2011年にスロベニア政府などから約7,000万ユーロの公的融資を得て企業再建策に合意。
2019年9月30日、アドリア航空はスロベニアの法律「Slovenian Financial Operations, Insolvency Proceedings, and Compulsory Dissolution Act (ZFPPIPP)」に基づいて破産手続きが行われ、全便の運航を停止した。そして、10月2日に同社はスターアライアンスからの脱退を表明した。アドリア航空の破産に伴い、スロベニア政府は今後新たな航空会社の設立を検討している。
アドリア航空は、他の航空会社のために自社の格納庫において保守サービスを提供していることから、同社の整備施設はボンバルディア・エアロスペースにより、CRJの重整備保守施設の1つとなっている。
2019年9月現在、アドリア航空の機材は以下の通りである。
アドリア航空は一時期、ロシア製のスホーイ・スーパージェット100を15機発注していたが、その後キャンセルした。

## 主な事故
- イネックス・アドリア航空450便墜落事故（英語版）
- ザグレブ空中衝突事故

- イネックス・アドリア航空1308便墜落事故